# 시부얀등줄쥐
시부얀등줄쥐(Chrotomys sibuyanensis)는 쥐과에 속하는 설치류의 일종이다. 1992년 완모식표본이 발견되었으나 2005년까지 공식적으로 기술되지 않았다. 필리핀 시부얀 섬의 토착종이다. 중형 크기의 설치류로 머리부터 몸까지 길이는 16cm, 꼬리 길이는 8.2cm이다. 발 길이는 3.4cm, 귀 길이는 1cm, 몸무게는 최대 104g이다.